# Нетерплячі роки
«Нетерплячі роки» (англ. The Impatient Years) — американська комедійна мелодрама режисера Ірвінга Каммінгса 1944 року.

## Сюжет
Фільм починається з того, що Енді і Джені Андерсон сидять на протилежних сторонах залу суду, який розглядає справу про їх розлучення. Коли суддя збирається зробити свій вердикт, батько Джені робить пропозицію. У спробі врятувати шлюб, Вільям пропонує, щоб пара повернулася в Сан-Франциско (де вони зустрілися рік тому) і протягом чотирьох днів і повторити всі свої кроки, які призвели до одруження.

## У ролях
- Джин Артур — Джені Андерсон
- Лі Боуман — Енді Андерсон
- Чарльз Коберн — Вільям Сміт
- Едгар Баканан — суддя
- Чарлі Грейпвін — Бенджамін Піджен
- Філ Браун — Генрі Файрчілд
- Гаррі Девенпорт — міністр
- Джейн Дарвелл — дружина міністра
- Грант Мітчелл — готельний клерк
- Боб Геймс — співак